# Maing
Maing is een gemeente in het Franse Noorderdepartement (Frans: département du Nord) (regio Hauts-de-France). De gemeente telde op 1 januari 2022 3.970 inwoners en maakt deel uit van het arrondissement Valenciennes. Maing ligt aan de Schelde.

## Geografie
De oppervlakte van Maing bedroeg op 1 januari 2022 11,68 vierkante kilometer; de bevolkingsdichtheid was toen 339,9 inwoners per km².

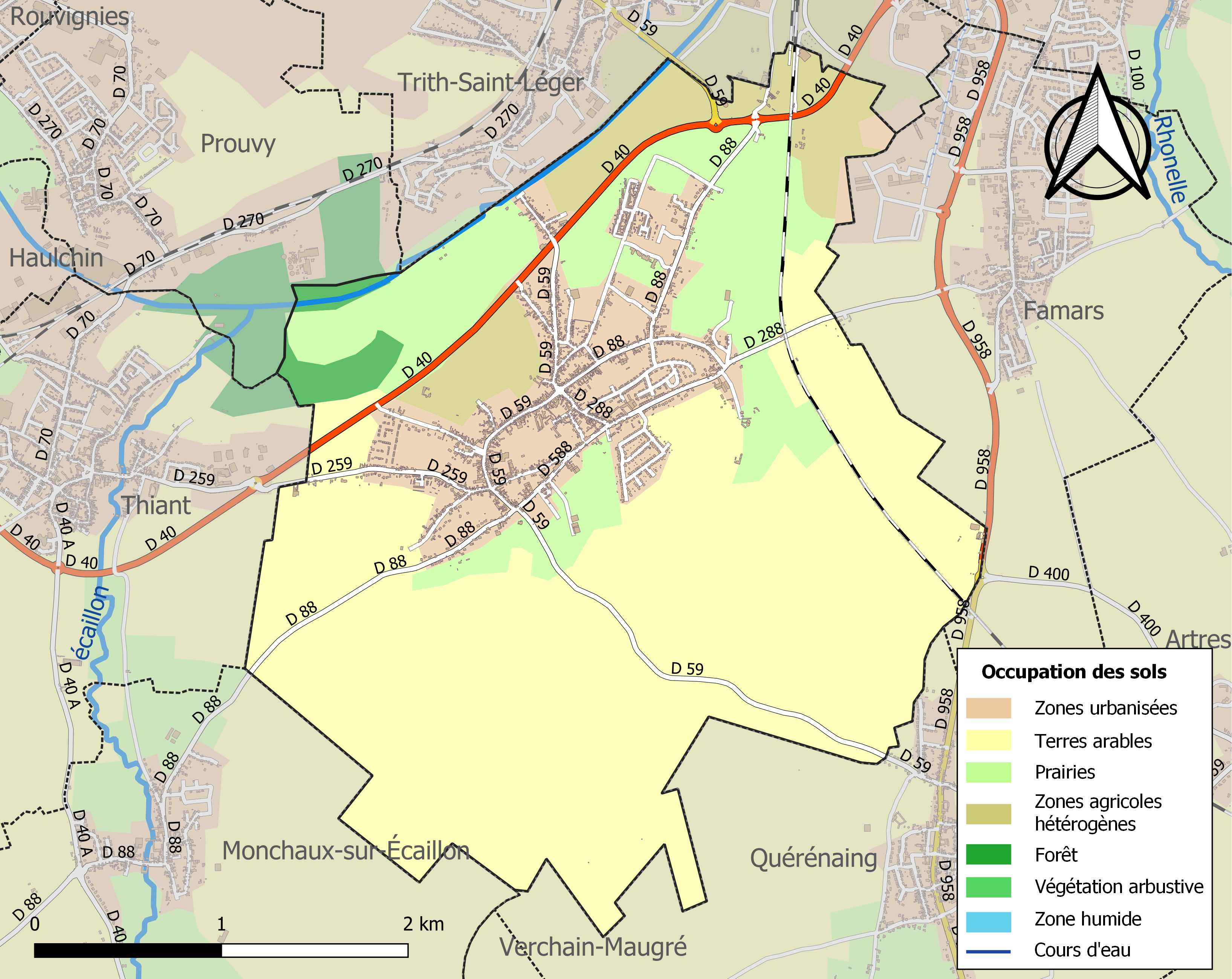
Kaart van de gemeente met belangrijkste infrastructuur, bodemgebruik en omliggende gemeenten

## Bezienswaardigheden
- De Église Saint-Géry

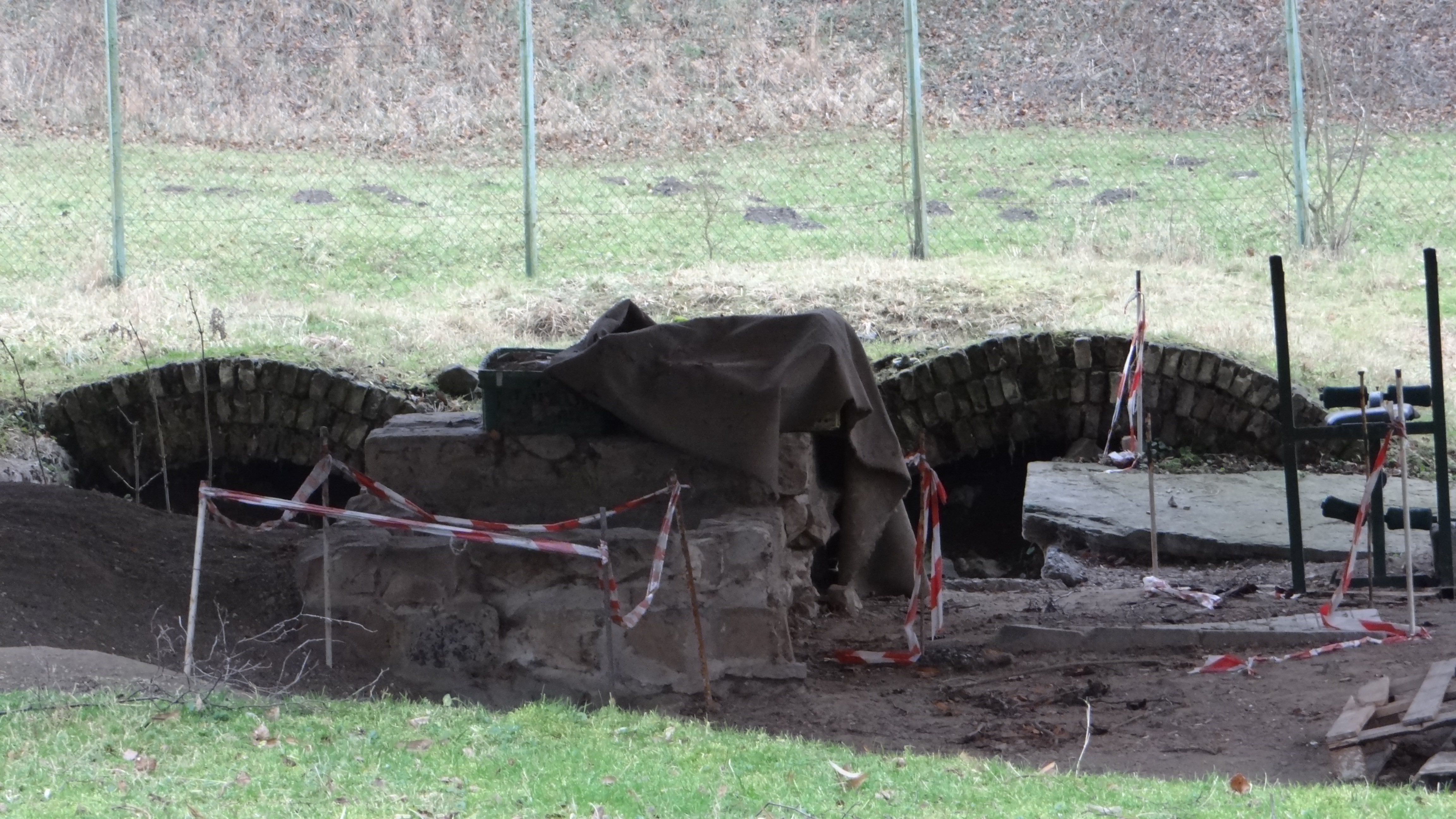
Abdij van Fontenelle

- De 14de-eeuwse donjon, in 1989 geklasseerd als monument historique
- Maing Communal Cemetery Extension, een Britse militaire begraafplaats met meer dan 80 gesneuvelden uit de Eerste Wereldoorlog
- De resten van de cisterciënzer Abdij van Fontenelle. De abdij werd verkocht bij de Franse Revolutie en vervolgens afgebroken. Vanaf 1977 werd rond de overblijfselen een archeologisch park ingericht.[2]

## Demografie
Onderstaande figuur toont het verloop van het inwonertal (bron: INSEE-tellingen).